# Rømskog
Rømskog é uma comuna da Noruega, com 183 km² de área e 668 habitantes (censo de 2004).         